# Castellar (Boves)
Castellar è una frazione nel comune di Boves (Cuneo)  di 141 abitanti situata al centro della valle Colla, attraversata dall'omonimo torrente Colla.

## Origini

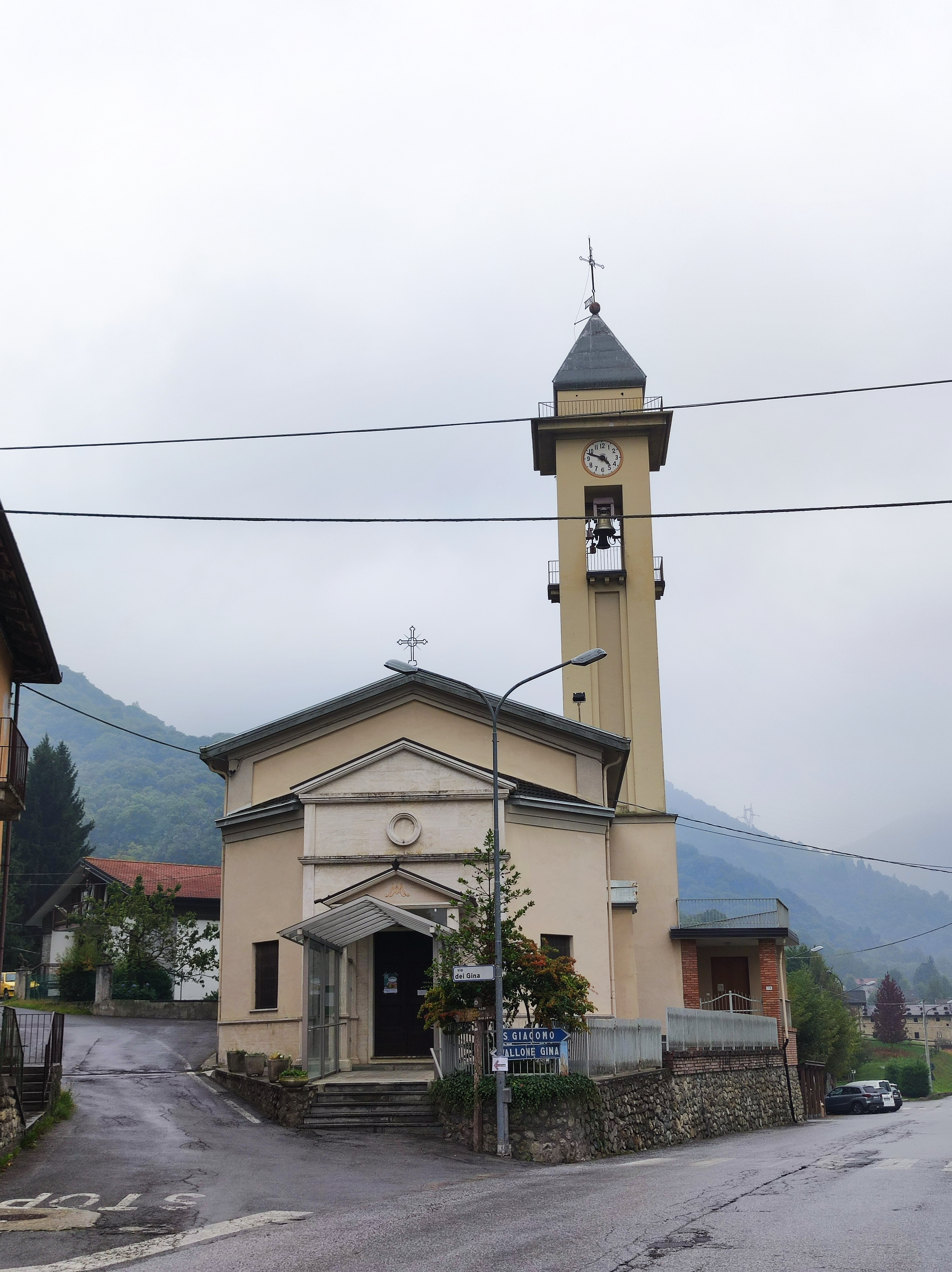
Il centro della frazione con vista frontale sulla chiesa dedicata a Maria Vergine Assunta.

La frazione veniva anche chiamata comunemente Cappella Nuova, questo nome dovuto alla costruzione, nel XIX secolo, di una piccola chiesetta a scopo predicativo, a seguito di una valanga che colpì la frazione, la quale si stava popolando proprio in quel periodo.
Nel XX secolo, a seguito della Seconda guerra mondiale, dopo l'ampliamento e la ricostruzione della chiesa, Castellar cresce sia dal punto di vista demografico sia dal punto di vista economico: negli anni successivi , oltre al ristorante- albergo Da Toju, aprono due esercizi commerciali al centro della frazione: una tabaccheria - alimentari e una panetteria, tutte e due al servizio delle esigenze degli abitanti della valle. A seguito della chiusura dei due esercizi, apre un negozio di genere alimentare, rimasto aperto fino a pochi anni fa.
Nella frazione, fino alla fine del XX secolo vi era in servizio la scuola elementare pubblica, frequentata dai bambini della frazione e anche da quelli delle frazioni in alta valle.

## Monumenti

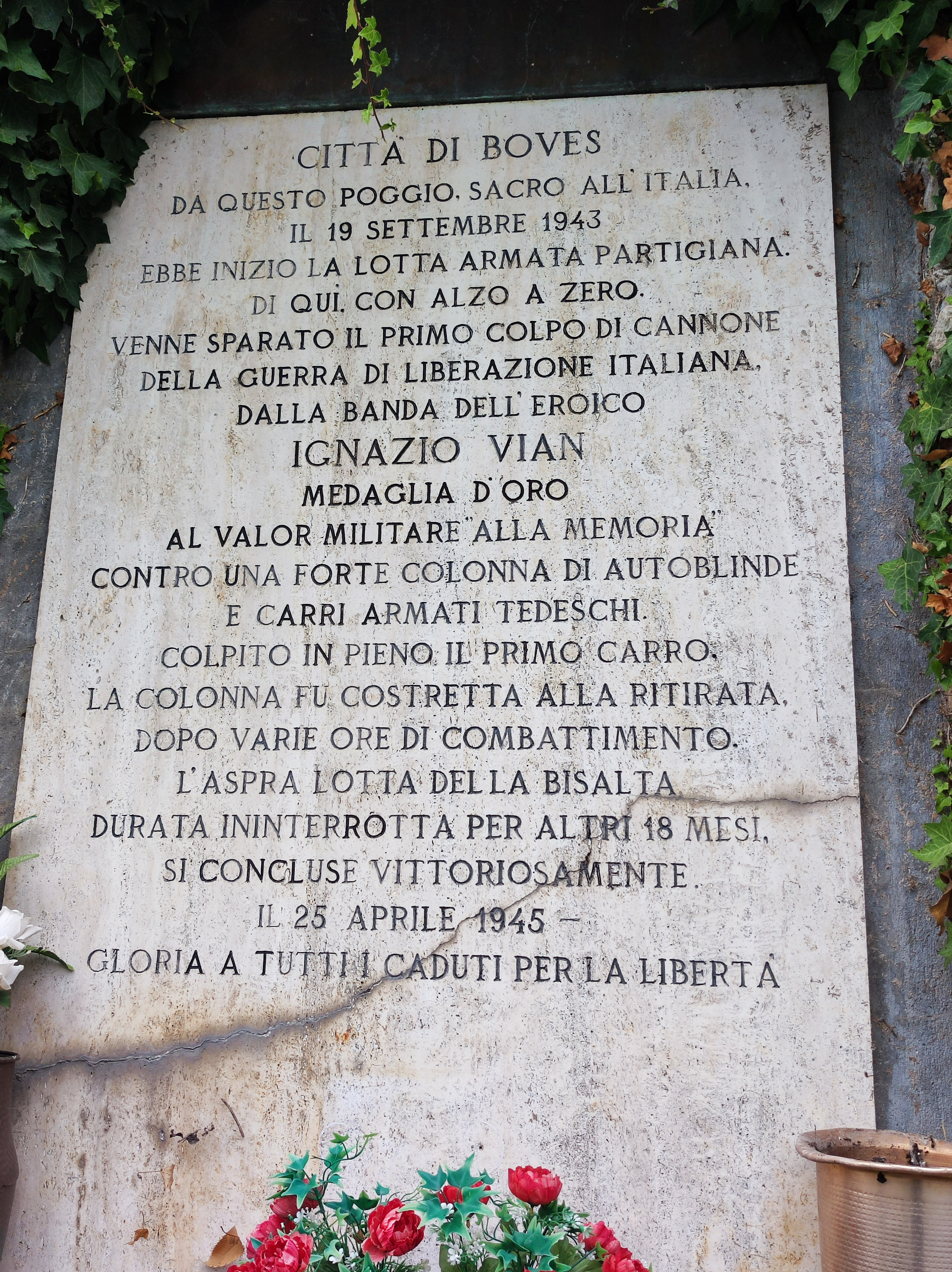
Memoriale in ricordo di Ignazio Vian, sotto al monumento

Nella frazione vi sono diversi monumenti o commemorazioni, che riguardano la strage avvenuta in valle proprio nella frazione, durante la seconda guerra mondiale tra i tedeschi e i partigiani della zona:
- sulla parete frontale della scuola Elementare si possono trovare due memoriali sulla guerra in onore dei morti dopo tale rappresaglia;

- memoriale di fianco alla strada sulla sinistra prima di arrivare nel centro della frazione, in ricordo degli avvenimenti successi esattamente in quel luogo;

- monumento a pochi metri sopra il memoriale citato prima, sulla collina, in ricordo di Ignazio Vian e alla resistenza avvenuta nella valle.

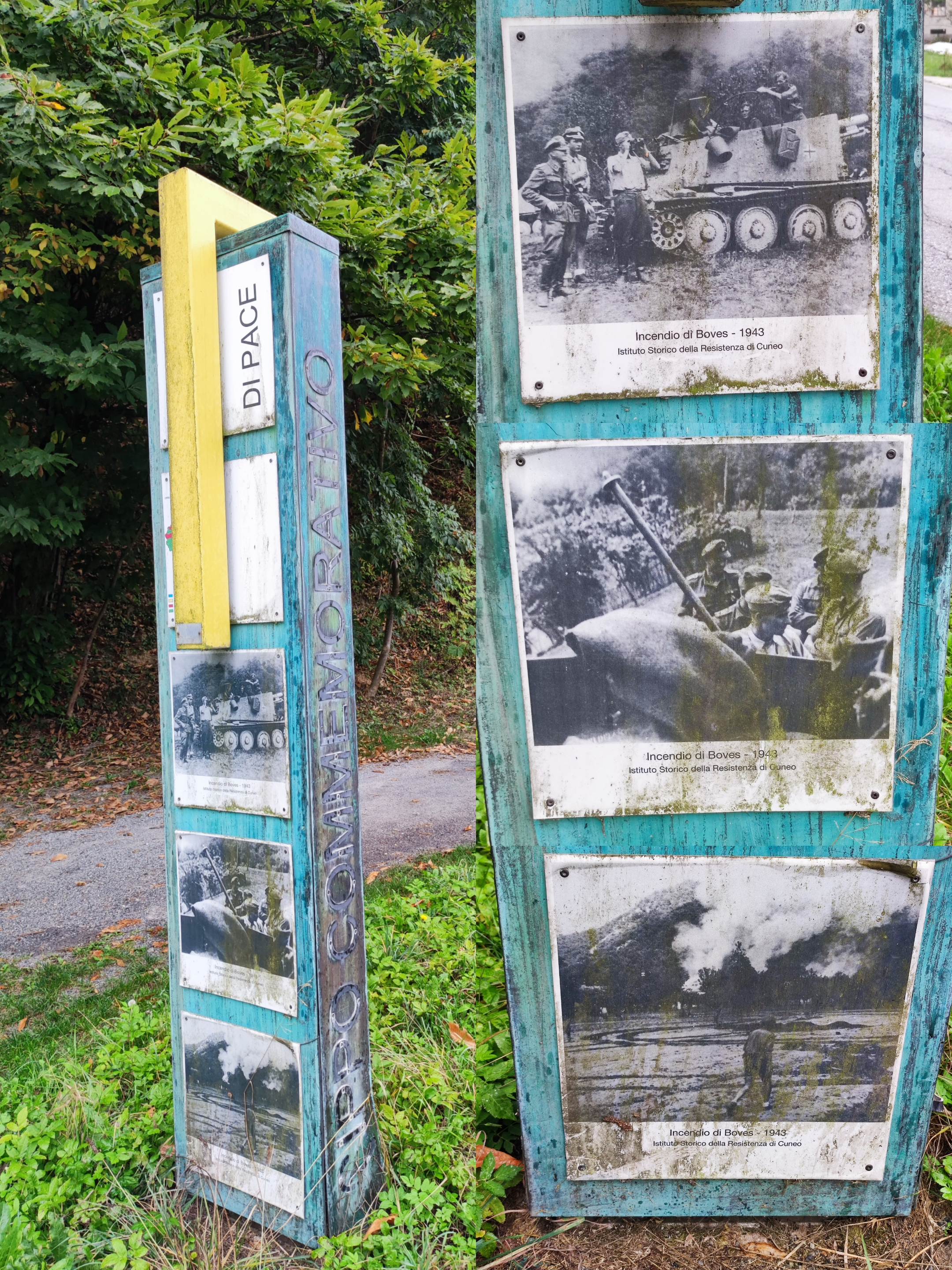
Cippo commemorativo lungo la strada, giusto prima del centro della frazione.